# Moma marmorea
Moma marmorea är en fjärilsart som beskrevs av John Henry Leech 1900. Moma marmorea ingår i släktet Moma och familjen Pantheidae. Inga underarter finns listade i Catalogue of Life.